# فلورنسا برايس
فلورنسا برايس (بالإنجليزية: Florence Price)‏ هي ملحنة أمريكية، ولدت في 9 أبريل 1887 في ليتل روك في الولايات المتحدة، وتوفيت في 3 يونيو 1953 في شيكاغو في الولايات المتحدة بسبب سكتة.

## وصلات خارجية
- فلورنسا برايس على موقع IMDb (الإنجليزية)
- فلورنسا برايس على موقع ميوزك برينز (الإنجليزية)
- فلورنسا برايس على موقع أول ميوزيك (الإنجليزية)
- فلورنسا برايس على موقع ديسكوغز (الإنجليزية)